# فرنسيس ليتل
فرنسيس ليتل (بالإنجليزية: Francis Little) هو سياسي أمريكي، ولد في 23 فبراير 1822، وتوفي في 6 يناير 1890. حزبياً، نشط في الحزب الجمهوري. وقد انتخب عضو جمعية ولاية ويسكونسن وانتخب عضو مجلس ولاية ويسكونسن.